# St John’s (Kolkata)

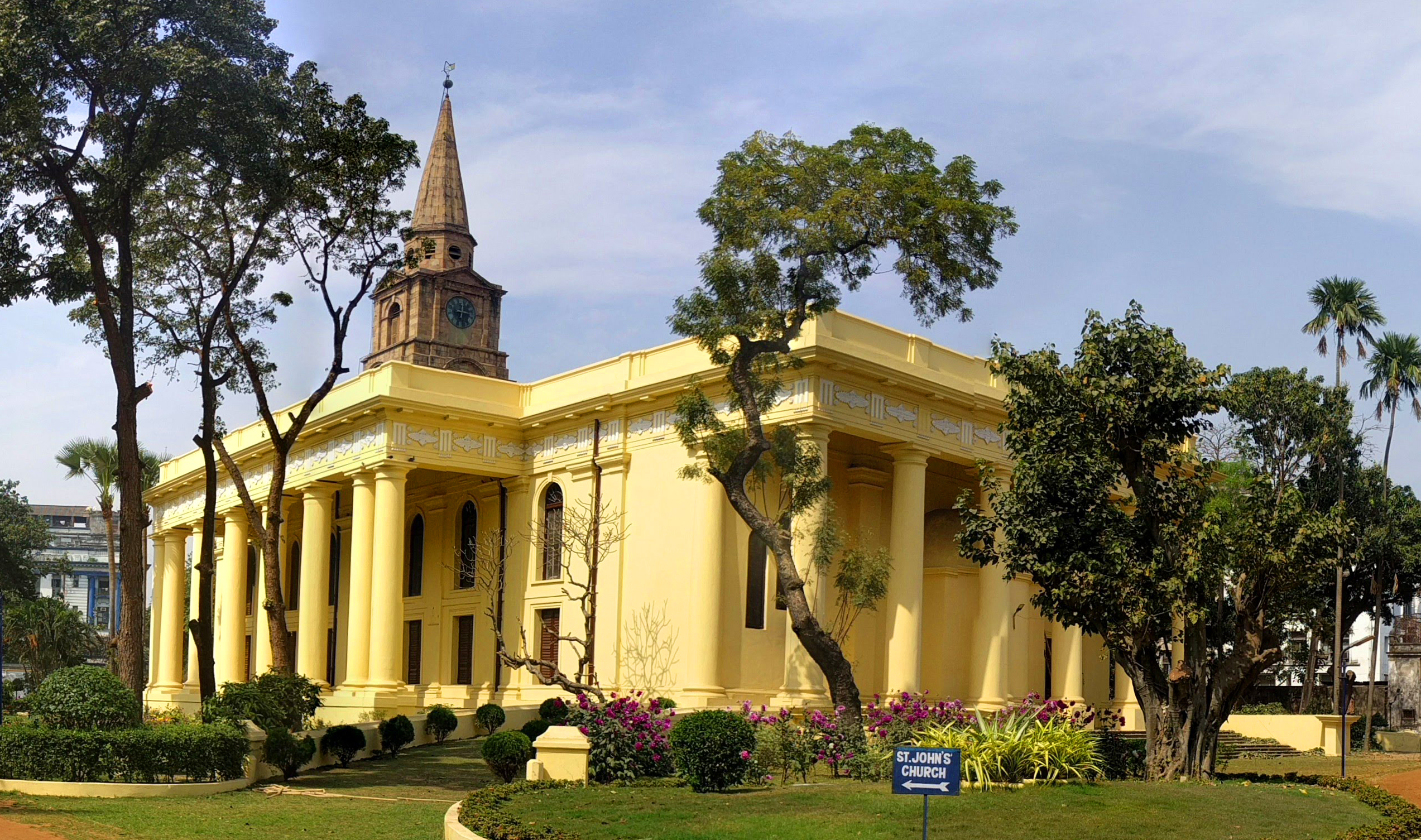
St. John’s Church

Die St. John’s Church in Kolkata ist eine anglikanische Kirche. Sie gehört zu den ersten Gebäuden, die von der East India Company in der Stadt errichtet wurden, und war die dritte in Kolkata erbaute Kirche. Sie wurde 1787 geweiht und diente bis 1847 als Kathedrale der Church of England in Indien, die 1970 in der Church of North India aufging.

## Baugeschichte
St. John’s wurde in den Jahren 1784–1787 errichtet. Architekt war James Agg, ein Leutnant der Bengal Engineers. Die Finanzmittel für den Bau wurden mittels einer Lotterie gesammelt. Das Kirchengebäude wurde, wie damals nicht unüblich, der Kirche St Martin-in-the-Fields nachempfunden. Wegen des sumpfigen Bodens wurde der Kirchturm allerdings niedriger gehalten. Baumaterialien waren vorwiegend Sandstein aus Chunar sowie Ziegel. Die Kirche wurde auf einem bestehenden Friedhof errichtet. Später wurden Veranden mit Säulen hinzugefügt sowie Emporen im Inneren entfernt.

## Ausstattung

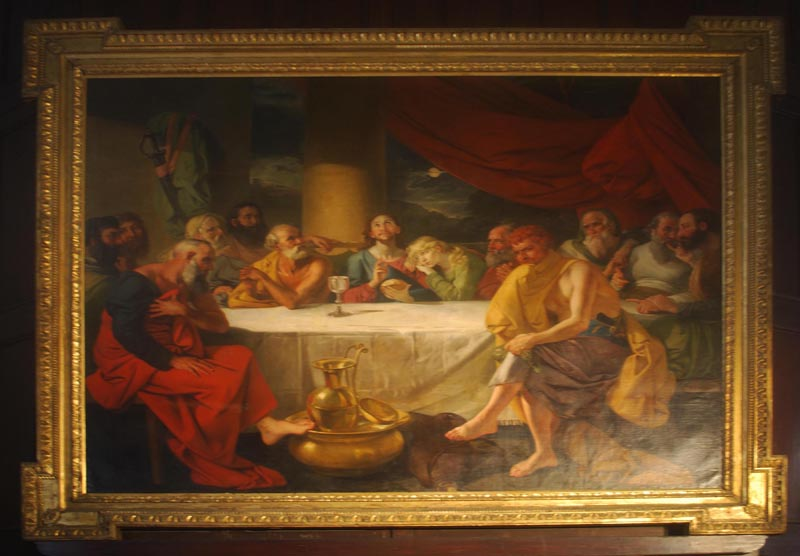
Letztes Abendmahl von Johann Zoffany

Der Kirchenboden wurde aus blaugrauem Marmor gefertigt, der angeblich aus Gaur stammt. Die Fenster bestehen aus farbigem Glas. Die Wände der Kirche sind mit zahlreichen Gedenktafeln geschmückt. Der Altar ist schlicht gehalten. Zu seiner Linken ist ein Gemälde des Letzten Abendmahls des Malers Johann Zoffany zu sehen. Jesus und seine Jünger sind nach dem Vorbild von Mitgliedern der damaligen Oberschicht Kolkatas gemalt, eine der Figuren wirkt sehr weiblich. Ebenfalls auf der linken Seite des Altars steht eine Orgel. Auf der rechten Seite befindet sich ein Nebenaltar in der Lady Chapel (Marienkapelle). Zwei Engel bewachen den Eingang zu diesem Bereich der Kirche, die Fenster zeigen Szenen aus dem Leben Jesu.

## Außenanlage

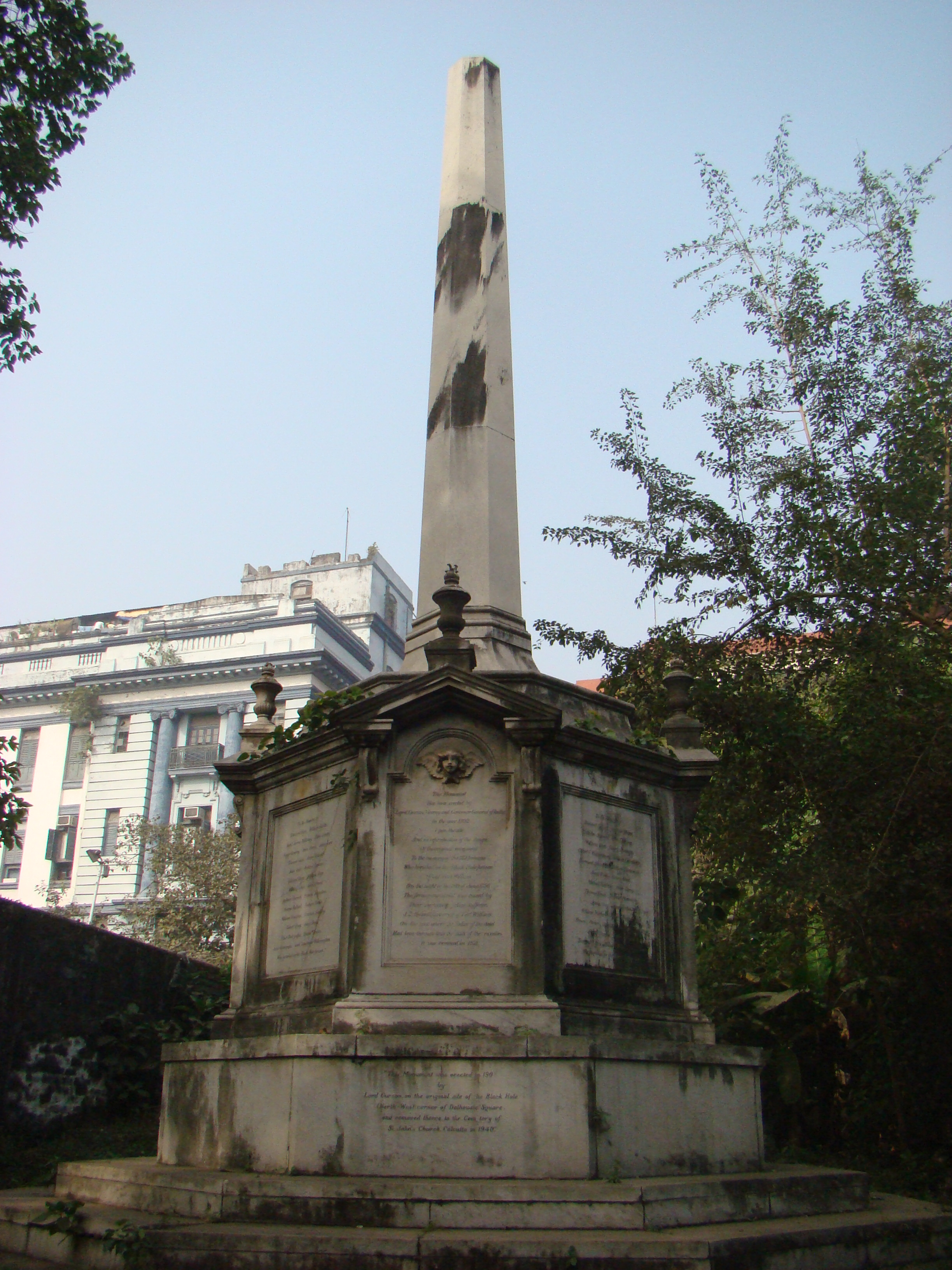
Das Black Hole Memorial

Direkt neben der Kirche, auf einer Veranda, befindet sich ein Marmordenkmal für Lady Canning. Etwa gegenüber der Kirche findet sich ein weiteres Denkmal, ein Obelisk, der an das sogenannte „Black Hole of Kolkata“ erinnert, ein Gefängnis, in dem 1756 angeblich 143 kriegsgefangene Briten aufgrund der Überfüllung erstickten. Weitere Denkmäler auf dem Kirchengelände sind unter anderem Job Charnock, dem angeblichen Stadtgründer, und Francis Johnson, genannt Begum Johnson, gewidmet, die als älteste Bewohnerin Kolkatas bekannt war.